# Karolina Łukasik
Karolina Łukasik (* 7. Januar 1982 in Warschau) ist eine polnische Boxerin und ehemalige Kickboxerin.
Łukasik widmete sich als Kind zunächst für zwei Jahre dem Schwimmsport und ab dem Alter von neun Jahren der Rhythmischen Sportgymnastik. Aufgrund ihrer Körpergröße musste sie letztere Sportart jedoch vier Jahre später aufgeben. 1999 machte sie in ihrer Heimatstadt zum ersten Mal Bekanntschaft mit dem Kickboxen, dem sie auch treu blieb, als sie 2001 bei CWKS Legia Warschau als Amateurboxerin begann.
Die 1,84 Meter große Łukasik war mehrfache polnische Meisterin im Kickboxen und Amateurboxen.
Als Kickboxerin wurde sie 1999 Vizeweltmeisterin, sowie 2003 und 2005 Weltmeisterin. 2001 konnte sie den Europameistertitel erringen.
Als Amateurboxerin gewann sie bei den Europameisterschaften 2003 die Bronzemedaille im Mittelgewicht (bis 70 kg) und wurde in derselben Gewichtsklasse 2005 Europameisterin. Bei den Weltmeisterschaften 2005 schied sie jedoch im Viertelfinale nach einer Niederlage gegen die spätere Weltmeisterin Olga Slawinskaja aus.
Im Februar 2006 unterschrieb sie einen Profivertrag beim Hamburger Boxstall Spotlight Boxing. Nachdem sie zu Beginn ihrer Karriere von ihrem Bruder Bartłomiej trainiert worden war, wurde ihr neuer Trainer zunächst Chuck Talhami. Inzwischen wurde er von Conny Mittermaier abgelöst.
In ihrem sechsten Profikampf errang sie am 13. Januar 2007 den WIBF-Titel im Juniormittelgewicht (154 lbs) nach einem Sieg gegen die bis dahin ungeschlagene US-Amerikanerin Jill Emery. Sie verteidigte diesen Titel erfolgreich gegen die Deutsche Heidi Hartmann am 19. Mai 2007. Mit der zweiten Titelverteidigung gegen die Argentinierin Gabriela Zapata am 7. September 2007 gelang ihr nicht nur ihr erster Sieg durch K. o., sondern auch die Erringung der vakanten GBU- und WBA-Titel im Juniormittelgewicht. Am 2. November 2007 konnte sie alle drei Gürtel in einem Kampf gegen Yahaira Hernandez aus der Dominikanischen Republik verteidigen.
Am 29. März 2008 verlor Karolina Lukasik ihren bislang einzigen Kampf gegen Giselle Salandy. Es ging um insgesamt sechs Weltmeister-Gürtel. Ein Rückkampf gegen ihre Bezwingerin ist ausgeschlossen, da Salandy am 4. Januar 2009 verstarb.
Ihre Bilanz lautet: 11 Kämpfe, 10 Siege, 2 K.-o.-Siege, eine Niederlage.